# CZ Гончих Псов
CZ Гончих Псов (лат. CZ Canum Venaticorum), HD 123351 — тройная звезда в созвездии Гончих Псов на расстоянии приблизительно 315 световых лет (около 96,6 парсек) от Солнца. Звёздная величина диапазона Hp звезды — от +7,83m до +7,69m. Возраст звезды определён как около 4,24 млрд лет.
Открыта группой астрономов проекта Hipparcos*.

## Характеристики
Первый компонент — оранжевая эруптивная переменная звезда типа RS Гончих Псов (RS:) спектрального класса K0IV, или K0IV-III, или K0, или K1:III. Масса — около 1,374 солнечной, радиус — около 5,142 солнечного, светимость — около 9,874 солнечной. Эффективная температура — около 4880 K.
Второй компонент — красный карлик спектрального класса M. Масса — около 0,5 солнечной. Орбитальный период — около 147,855 суток.
Третий компонент — коричневый карлик. Масса — около 20,93 юпитерианской. Удалён в среднем на 1,374 а.е..